# Кинорт
Кинорт (др.-греч. Κυνόρτας или Κυνόρτης) — персонаж древнегреческой мифологии. Царь Спарты, сын Амикла и Диомеды. По версии Стесихора, отец Периера; . По другой родословной, отец Эбала. Могила в Спарте.